# Lasioglossum rhodopterum
Lasioglossum rhodopterum là một loài Hymenoptera trong họ Halictidae. Loài này được Cockerell mô tả khoa học năm 1914.